# Імпульс (конструкторське бюро)
Імпульс, конструкторське бюро — українське підприємство з розробки та виробництва комплектуючих до протезів. Повна назва — товариство з обмеженою відповідальністю "Конструкторське бюро «Імпульс». Головний офіс та виробничі площі розташовані у Києві.

## Історія
Творчий колектив майбутнього підприємства склався на початку 90-х років ХХ ст. та займався науково-технічним проєктуванням у галузі машинобудування. У 1996 році діяльність була формалізована шляхом створення АТЗТ «ОРТОМАШ», було розроблено конструкторську і технологічну документацію та впроваджено у серійне виробництво виробів, які замінили імпортні аналоги. 3 1998 року по 2007 рік, використовуючи власні розробки, спеціалісти підприємства взяли участь у відновленні та перепрофілюванні державного підприємства «Імпульс» (м. Київ) на випуск комплектуючих до протезів.
У 2001 році АТЗТ «ОРТОМАШ» реорганізовано у ТзОВ "Кострукторське бюро «Імпульс». Основним видом діяльності підприємства є розробка і серійне виробництво комплектуючих для протезів нижніх кінцівок.

## Сучасна діяльність
КБ «Імпульс» виготовляє інноваційні модульні конструкції для протезування гомілки і стегна після односторонньої та двосторонньої ампутації. Вироби КБ «Імпульс» виготовляються із використанням матеріалів і спеціальних сплавів, які застосовуються в аерокосмічній техніці . Підприємство не припиняло діяльність під час широкомасштабної війни в Україні.
Протези та модулі розраховані на людей з обмеженими можливостями, з різною масою тіла (до 150 кг) та від 1-го до 4-го ступенів мобільності. Спеціалізується на виготовленні комплектуючих до протезів з надлегких матеріалів, які мають міцність легованих сталей та здатні витримувати високі динамічні навантаження. Експлуатаційна якість та сервісне обслуговування адаптовані під специфіку функціонування української системи забезпечення протезами.
Підприємство розробило та впровадило у виробництво низку моноцентричних, у тому числі водостійких, і пневматичних поліцентричних високофункціональних колінних вузлів (замінників колінних суглобів), із використанням вальниць (підшипників) кочення та із пристроями замкової фіксації. Це надає можливість людям з ампутованими нижніми кінцівками вести активний спосіб життя, зокрема самостійно приймати душ, долати перетяту місцевість, плавати, користуватися велосипедом.